# Соболева, Мария Ивановна
Мария Ивановна Соболева (1902—1978) — трактористка зерносовхоза «Гигант» Ростовской области, первая на Дону женщина-механизатор, награждена орденом Ленина № 34.
Родилась в небольшом селе Оренбургской губернии в многодетной семье (14 детей). С малых лет работала по найму.
Муж Иван погиб на Гражданской войне (воевал в составе Чапаевской дивизии). Одна растила сына — Михаила, который позже получил высшее образование.
В 1928 году приехала на станцию Целина Сальского района, по соседству с которой был организован первый в СССР зерносовхоз «Гигант». Там работала поварихой в одной из бригад.
Несмотря на то, что не умела ни читать, ни писать, смогла окончить курсы трактористов. Вскоре ей поручили возглавить женскую тракторную бригаду.
Весной 1930 года участвовала в оказании производственной помощи совхозам Урала. 11-13 апреля 1930 года из «Гиганта» вышли 6 железнодорожных составов по 40 вагонов. В них находились 410 рабочих совхоза и техника. В17 уральских хозяйствах они вспахали и посеяли 30 тысяч гектаров зерновых.
В сентябре 1930 года в «Гиганте» пахали зябь, и трактористы работали по 12-часовым сменам. Когда сменщик Марии был пьян и не пришёл, она отработала за него, а потом снова заступила на свою вахту и, таким образом, отработала подряд 36 часов, выполнив 6 сменных норм. За этот трудовой подвиг 3 октября 1930 года награждена орденом Ленина за номером 34, который ей вручил в Москве М. И. Калинин.
Работала в «Гиганте» до выхода на пенсию.